# Anteros cruentatus
Anteros cruentatus is een vlindersoort uit de familie van de prachtvlinders (Riodinidae), onderfamilie Riodininae.
Anteros cruentatus werd in 1911 beschreven door Stichel.